# 長洲站 (日本)
- 關於位於大分縣宇佐市的JR九州日豐本線鐵路車站，請見「豐前長洲站」。
- 關於豐前長洲站鄰站，曾經與此站同名的鐵路車站，請見「柳浦站」。
- 關於廣州地鐵7號線的車站，請見「长洲站 (广州)」。

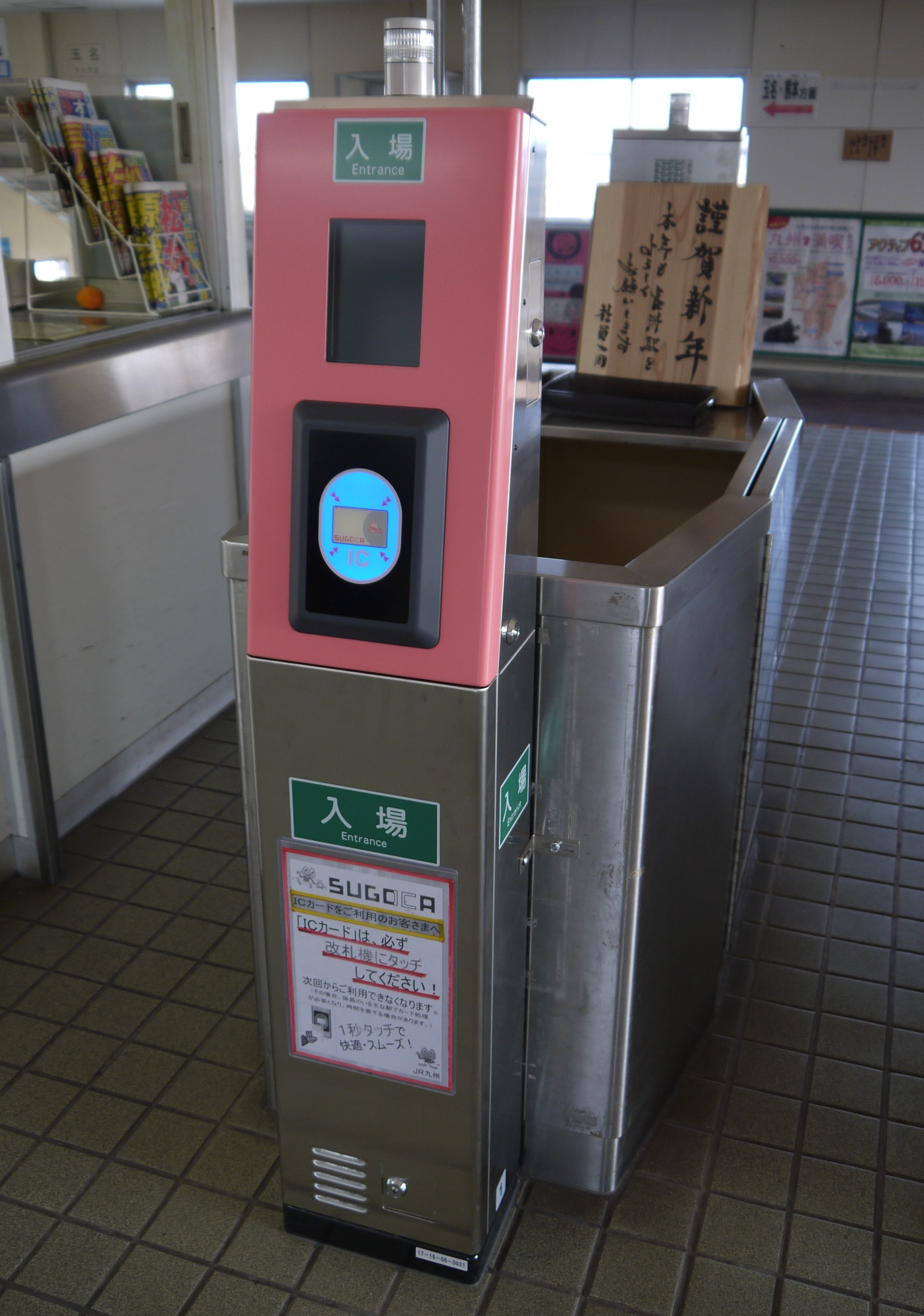
SUGOCA簡易讀卡機（閘機）

長洲站（日语：／ Nagasu eki */?）是位於熊本縣玉名郡長洲町大字高濱，九州旅客鐵道（JR九州）的鹿兒島本線車站。
所有定期旅客列車均停站。現時只有早上1班下行普通列車從此站出發。
曾經此站為特急「有明」的起點站。此站至熊本站之間的運行區間在2014年3月15日時間表修正廢止。隨後特急只於此站出發或到達，在2018年3月17日時間表修正中，「有明」削減至只有從大牟田站出發的1班列車，使大牟田至此站之間沒有定期運行的優等列車。

## 歷史
- 1891年（明治24年）4月1日 - 九州鐵道（第一代）開設此站[1]。
- 1907年（明治40年）7月1日 - 九州鐵道（第一代）被國有化，成為帝國鐵道廳車站。
- 1982年（昭和57年）9月 - 此站建設在熊本縣中首座跨站式站房。
- 1987年（昭和62年） - 伴隨國鐵分割民營化，車站由九州旅客鐵道（JR九州）營運。
- 2012年（平成24年）12月1日  - 設置讀卡機，此站可以使用IC卡「SUGOCA」[5]。
- 2018年（平成30年）3月17日   - 特急「有明」不再停此站 [4]。非常遠

## 車站構造
車站是一座設有跨站式站房的地面車站，設有1面1線的單式月台和1面2線的島式月台，合共設有2面3線的月台。在站內設有大型金魚模型，設置在各月台上，合共2座。
此站是由JR九州鐵道營業管理的業務委託車站，但只於日間營業。車站設有綠色窗口。在2012年12月1日起，此站可以使用SUGOCA，設有SUGOCA簡單閘機（讀卡機）。

### 月台
| 月台 | 路線        | 上下行 | 方向                     | 備註                                  |
| ---- | ----------- | ------ | ------------------------ | ------------------------------------- |
| 1・2 | ■鹿兒島本線 | 下行   | 玉名、熊本、八代方向     | 2號月台只用作待避或從此站出發列車使用 |
| 2・3 | ■鹿兒島本線 | 上行   | 大牟田、久留米、博多方向 | 2號月台只用作待避或從此站出發列車使用 |

## 使用狀況
在2016年起1日平均乘車人次的變化如下：
| 年度   | 1日平均 乘車人次 | 變化率 |
| ------ | ---------------- | ------ |
| 2016年 | 735              |        |
| 2017年 | 759              | 3.3%   |
| 2018年 | 720              | -5.1%  |

## 車站周邊
北出口
- 產交巴士（日语：九州産交バス）長洲站前巴士站 - 站前
  - 腹赤 → 岱明分所 → 玉名站 → 玉名溫泉（日语：玉名温泉） → 新玉名站
  - 長洲宮之前 → 牛水 → 市屋 → 荒尾巴士中心
- 長洲町立清里小學（日语：長洲町立清里小学校）

南出口
廣場內設有大型停車場，以及產交巴士長洲站南出口巴士站。停車場曾經為免費，現時為收費。
- 清里郵局
- 長洲町公所
- 長洲港（日语：長洲港） - 距離有明渡輪（日语：有明フェリー）碼頭2.2公里，轉乘的士10分鐘[1]。

## 相鄰車站
九州旅客鐵道
■鹿兒島本線
■區間快速、■普通
南荒尾－長洲－大野下

## 注腳
1. 1 2 3 4 5 6 7 8 9 10  . 週刊朝日百科. 33号 熊本駅・嘉例川駅・大畑駅ほか. 朝日新聞出版. 2013-03-31: 22.
2. 1 2 3  . JR九州鐵道營業.   [2016-10-30]. （原始内容存档于2016-04-12）.
3. ↑   (PDF) (新闻稿). 九州旅客鐵道. 2013-12-20  [2013-12-26]. （原始内容 (PDF)存档于2014年11月9日）.
4. 1 2   (PDF). 九州旅客鐵道. 2017-12-15  [2017-12-15]. （原始内容存档 (PDF)于2019-10-14）.
5. ↑  . 交通新聞 (交通新聞社). 2012-12-04: 1.
6. ↑  .   [2020-04-04]. （原始内容存档于2020-05-04）.

## 外部連結
- JR九州 – 長洲車站 （页面存档备份，存于）（日語）